# 스톡 옵션
스톡 옵션(영어: stock option)은 기업의 임직원이 일정 기간 내에 미리 정해진 가격으로 소속 회사에서 자사 주식을 살 수 있는 권리를 말한다.
주가가 오르면 오를수록 스톡 옵션을 가진 임직원이 얻을 수 있는 이익도 커지기 때문에 실적에 기여한 임원들의 보너스로 사용하는 기업이 많다.

## 개요
주식매입선택권을 뜻한다. 회사가 임직원에게 주식을 발행할 당시 가격으로 싸게 살 수 있는 권리를 주는 일종의 임직원 포상제도이다. 즉 장래에 사업이 성공했을 경우를 상정하여 주식을 액면가 또는 시세보다 훨씬 낮게 살 수 있는 권리를 미리 주는 것으로, 회사의 임직원은 자기회사 주식을 현시가나 액면가에 구입해 향후 주가 변동에 따라 차익을 얻을 수 있다. 자금력이 부족한 벤처기업이 유능한 인력을 확보하기 위해서 이 제도를 이용하는 경우가 많다. 2000년부터는 스톡옵션의 비과세한도가 5,000만원에서 1,000만원(주식매입가격)으로 대폭 낮아진다.

## 장단점
스톡 옵션 제도는 상여금을 현금으로 지불하는 경우에 비해 다음과 같은 장점이 있다.
- 수중에 현금이 필요없다. 따라서 재정의 여유가 없어도 인재를 모을 수 있다.
- 주가에 근거한 보수 체계이다. 따라서 지표가 명확하고 또한 회사(주주)의 목표와 직원의 목표 사이에 위화감이 생기지 않는다.
- 주가가 상승할 때에는 직원의 충성심과 사기의 향상을 기대할 수 있다.

반대로 다음과 같은 단점이 있다.
- 스톡 옵션 행사에 따라 상당한 보상을 얻은 인재가 유출될 위험이 있다.
- 불황으로 경영 노력이 주가에 반영되지 않는 상황에서 직원의 사기 저하가 일어날 수 있다.
- 부여 기준이 불명확한 경우는 불공평하다는 느낌에 따른 직원의 사기 저하가 일어난다.
- 주식 가치가 희석됨에 따른 기존 주주의 경제적 손실 가능성이 있다.

## 같이 보기
- 내부자 거래
- 미국 증권거래위원회